# Merogaisus
Merogaisus war ein fränkischer Kleinkönig im 4. Jahrhundert.
Über Merogaisus ist kaum etwas bekannt; er gehörte möglicherweise zum Stamm der Brukterer. Er wurde um 306 von Konstantin dem Großen besiegt und zusammen mit dem ebenfalls gefangenen Frankenkönig Ascaricus den Tieren im Amphitheater von Augusta Treverorum (dem heutigen Trier) vorgeworfen. Beide waren auf römisches Gebiet vorgedrungen, aber schließlich von Konstantin abgefangen und besiegt worden. Möglicherweise gehörte Merogaisus zusammen mit Merobaudes zu den ersten Repräsentanten der Merowinger.